# ستالينية

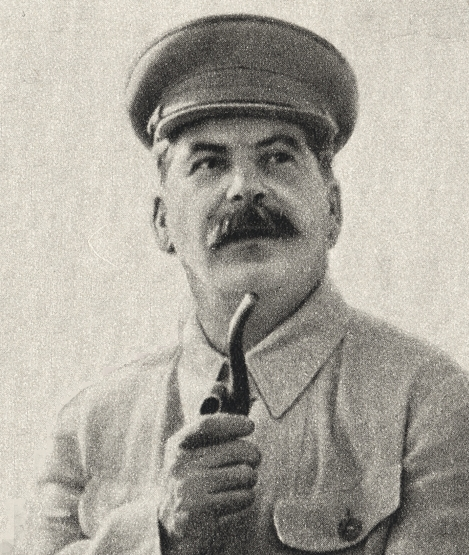

الستالينية هي أدوات الحكم والسياسات المرتبطة التي طبقها جوزيف ستالين (1878-1953) بين عامي 1927 و1953. تتضمن السياسات والأفكار الستالينية التي طُورت في الاتحاد السوفيتي التحول الصناعي السريع ونظرية الاشتراكية في دولة واحدة والدولة التوتاليتارية والزراعة الجمعية وعبادة الشخصية وتبعية مصالح الأحزاب الشيوعية الخارجية للحزب الشيوعي في الاتحاد السوفيتي الذي تعتبره الستالينية الحزب الطليعي القائد للثورة الشيوعية في ذلك الوقت.
تروج الستالينية لتصعيد الصراع الطبقي والاستفادة من عنف الدولة لتطهير المجتمع من البرجوازية التي تعتبرها العقيدة الستالينية خطرًا يهدد روح الثورة الشيوعية. نتج عن هذه السياسات عنف سياسي حقيقي واضطهاد للشعب. لم يتضمن الأعداء البرجوازيين فقط، بل أشخاصًا من الطبقة العاملة متعاطفين ضد الثورة.
صُمم التحول الصناعي الستاليني رسميًا لتسريع التطور نحو الشيوعية، مشددًا على الحاجة للتحول الصناعي السريع على أساس أن الاتحاد السوفيتي كان متخلفًا اقتصاديًا مقارنةً بالدول الغربية ومؤكدًا أن الدول الاشتراكية تحتاج للصناعة لمواجهة التحديات التي يفرضها أعداء الشيوعية الداخليين والخارجيين. تصاحب التحول الصناعي السريع بالزراعة الجمعية الشاملة والتحضر السريع. حول التحضر السريع قرىً صغيرة إلى مدن صناعية. لتسريع تطور التحول الصناعي، استورد ستالين المواد والأفكار والخبراء والعمال من غرب أوروبا والولايات المتحدة  وأسس عقودًا لشركات محاصة مع شركات أمريكية خاصة، مثل شركة فورد، والتي ساعدت تحت مراقبة الدولة في وضع أساسات الصناعة في الاتحاد السوفيتي من عشرينيات حتى ثلاثينيات القرن العشرين. بعدما أكملت الشركات الأمريكية مهماتها، تولت الشركات السوفيتية قيادة دفة الصناعة.

## أصل الكلمة
دخل المصطلح دائرة الاهتمام خلال منتصف ثلاثينيات القرن العشرين عندما أعلن لازار كاغانوفيتش، وهو سياسي سوفيتي ومساعد لستالين: «دعونا نستبدل شعار تحيا اللينينية بشعار تحيا الستالينية!». تجاهل ستالين ذلك التصريح بصفته مدحًا مبالغًا ويساهم في عبادة الشخصية. 

## خلفية تاريخية
تُستخدم الستالينية لوصف الفترة التي كان فيها ستالين قائدًا للاتحاد السوفيتي بينما كان يشغل منصب الأمين العام للجنة المركزية للحزب الشيوعي من عام 1922 حتى وفاته في الخامس من مارس 1953.

## السياسات الستالينية
يرى بعض المؤرخين أن الستالينية انعكاس للأيديولوجيات اللينينية والماركسية، يحاجج البعض الآخر بأن الستالينية منفصلة عن المثل الاشتراكية التي اجتُرحت منها. بعد صراع سياسي بلغ ذروته مع هزيمة البوخاريين (النزعة اليمينية في الحزب)، أصبحت الستالينية حرةً في تشكيل السياسة دون معارضة، ما أدى إلى عهد أوتوقراطي قاسٍ اتجه نحو التحول الصناعي السريع بصرف النظر عن التكلفة.
من عام 1917 حتى عام 1924، غالبًا ما ظهر كل من فلاديمير لينين وليون تروتسكي وستالين متحدين، لكن كانت بينهم اختلافات أيديولوجية واضحة. في خلافه مع تروتسكي، قلل ستالين من أهمية دور العمال في الدول الرأسمالية المتقدمة (على سبيل المثال، اعتبر الطبقة العاملة الأمريكية طبقة عاملة متبرجزة أرستقراطية). جادل ستالين ضد تروتسكي حول دور الفلاحين كما حدث في الصين، في حين كان تروتسكي منحازًا لصالح التمرد الحضري ضد المجهود الحربي لعصابات الفلاحين.
في حين اعتبر كل قادة البلاشفة لثورة أكتوبر 1917 الآخرين ثورتهم كبداية إلى حد ما، رأوا روسيا بصفتها قفزةً نحو الثورة العالمية، قدم ستالين فكرة الاشتراكية في بلد واحد بحلول خريف عام 1924. لم يكن هذا كتناقض صارخ مع فكرة تروتسكي حول الثورة الدائمة، بل مع كل الأطروحات الاشتراكية السابقة. لكن الثورة لم تنتشر خارج روسيا كما افترض لينين أنها ستنتشر قريبًا. لم تحقق الثورة نجاحًا حتى داخل الأراضي السابقة للإمبراطورية الروسية، مثل بولندا وفنلندا وليتوانيا ولاتفيا وأستونيا. على النقيض من ذلك، عادت كل تلك الدول إلى الحكم البرجوازي الرأسمالي. رغم ذلك، بحلول خريف عام 1924، اعتُبرت فكرة ستالين عن الاشتراكية في روسيا فقط بمثابة التجديف الفكري بالنسبة لأعضاء المكتب السياسي مثل زينوفييف وكامينيف من مثقفي اليسار وريكوف وبوخارين وتومسكي من اليمين البراغماتي وتروتسكي القوي الذي لم ينتمٍ لأي جناح سوى فكره الخاص. لم يرَ أحد منهم مفهوم ستالين كإضافة محتملة للأيديولوجيا الشيوعية. بالتالي، لا يمكن فرض عقدية ستالين للاشتراكية في بلد واحد حتى يصبح الحاكم الأوتوقراطي لاتحاد الجمهوريات الاشتراكية السوفيتية (من عام 1929، إذ نُفي تروتسكي، وطُرد كل من زينوفييف وكامينيف خارج الحزب، وأعرب بوخارين والمعارضة اليمينية تأييدهم لأفكار ستالين).
بينما يؤكد الفكر الشيوعي التقليدي أن الدولة ستمضحل، إذ سيقلل تطبيق الاشتراكية من التمايز الطبقي، جادل ستالين بأن الدولة البروليتارية (كنقيض للدولة البرجوازية) يجب أن تصبح أقوى قبل أن تضمحل. من وجهة نظر ستالين، ستحاول العناصر المعادية للثورة إخراج التحول نحو الشيوعية الكاملة عن مساره، ويجب أن تكون الدولة قوية ما يكفي للقضاء على هذه العناصر. لهذا السبب، اعتُبرت الأنظمة الشيوعية المُتأثرة بستالين على نطاق واسع أنظمة توتاليتارية.
دعا شينغ شيكاي، وهو أمير حرب بميول ماركسية، التدخل السوفيتي ومكن الحكم الستاليني لأن يتمدد إلى مقاطعة شينغيانغ في ثلاثينيات القرن العشرين. أطلق شينغ تطهيرًا مماثلًا للتطهير العظيم، إذ سجن وعذب وقتل حوالي 100 ألف شخص، أغلبهم من الإيغور.

### الصراع على أساس الطبقة والتطهير والترحيل

#### الصراع على أساس الطبقة
لام ستالين الكولاك بصفتهم المحرضين على العنف الرجعي ضد الشعب خلال تطبيق الزراعة الجمعية. استجابةً لذلك، أطلقت الدولة بقيادة ستالين حملةً عنيفة ضد الكولاك. وُصمت هذه الحملة لاحقًا بأنها مذبحة طبقية.

#### التطهير والإعدامات
بصفته رئيس المكتب السياسي للجنة المركزية للحزب الشيوعي في الاتحاد السوفيتي، جمع ستالين سلطةً شبه مطلقة في ثلاثينيات القرن العشرين بحملة التطهير العظيم في الحزب التي دعت لطرد الانتهازيين والمتسللين المعادين للثورة. طُرد أولئك الذين استهدفهم التطهير العظيم من الحزب، وطُبقت إجراءات عقابية أقسى تتراوح من النفي إلى الإرسال إلى معسكرات الغولاغ للعمل إلى الإعدامات بعد محاكمات عقدتها الترويكا الخاصة.
في ثلاثينيات القرن العشرين، أصبح ستالين قلقًا حول الشعبية المتزايدة لرئيس الحزب في لينينغراد سيرجي كوريف. في كونغرس الحزب عام 1934، حين عُقد التصويت لاختيار اللجنة المركزية، حصل كيروف على ثلاثة أصوات سلبية فقط (الأقل بين كل المرشحين) بينما حصل ستالين على أكثر من مئة صوت سلبي. بعد اغتيال كيروف، والذي قد يكون ستالين من دبره، ابتكر ستالين مخططًا مفصلًا لتوريط قادة المعارضة في الجريمة، بما في ذلك تروتسكي وليف كامينيف وغريغوري زينوفييف. توسعت التحقيقات والمحاكمات. مرر ستالين قانونًا جديدًا حول المنظمات والأعمال الإرهابية التي سيُحقق فيها لعشرة أيام فقط، دون محاكمة قضائية ومحامين دفاع أو استئناف، ويتبعه حكم بالإعدام يُنفذ سريعًا.

بعد ذلك، عُقدت محاكمات عديدة عُرفت بمحاكمات موسكو، لكن الإجراءات نُسخت على طول البلاد. طُبقت المادة 58 من النظام القانوني، التي تحدد أنشطة معادية للسوفيتية محظورة بصفتها جريمة معادية للثورة، بأوسع طريقة. استُخدم عدد من الذرائع اللامزعومة المعادية للسوفيتية لتوصيف شخص ما كعدو للشعب، مُطلقةً دارة الملاحقة القضائية العامة، التي يتبعها غالبًا تحقيق وتعذيب ونفي إن لم تنته بالموت. اكتسبت الكلمة الروسية ترويكا معنىً جديدًا: محاكمة سريعة مبسطة من قبل لجنة مكونة من ثلاثة أشخاص تابعين للترويكا الخاصة، بأحكام تُطبق خلال 24 ساعة. أنيط بسفّاح ستالين فاسيلي بلوخين بتنفيذ إعدامات لأشخاص رفيعي المستوى في تلك الفترة.

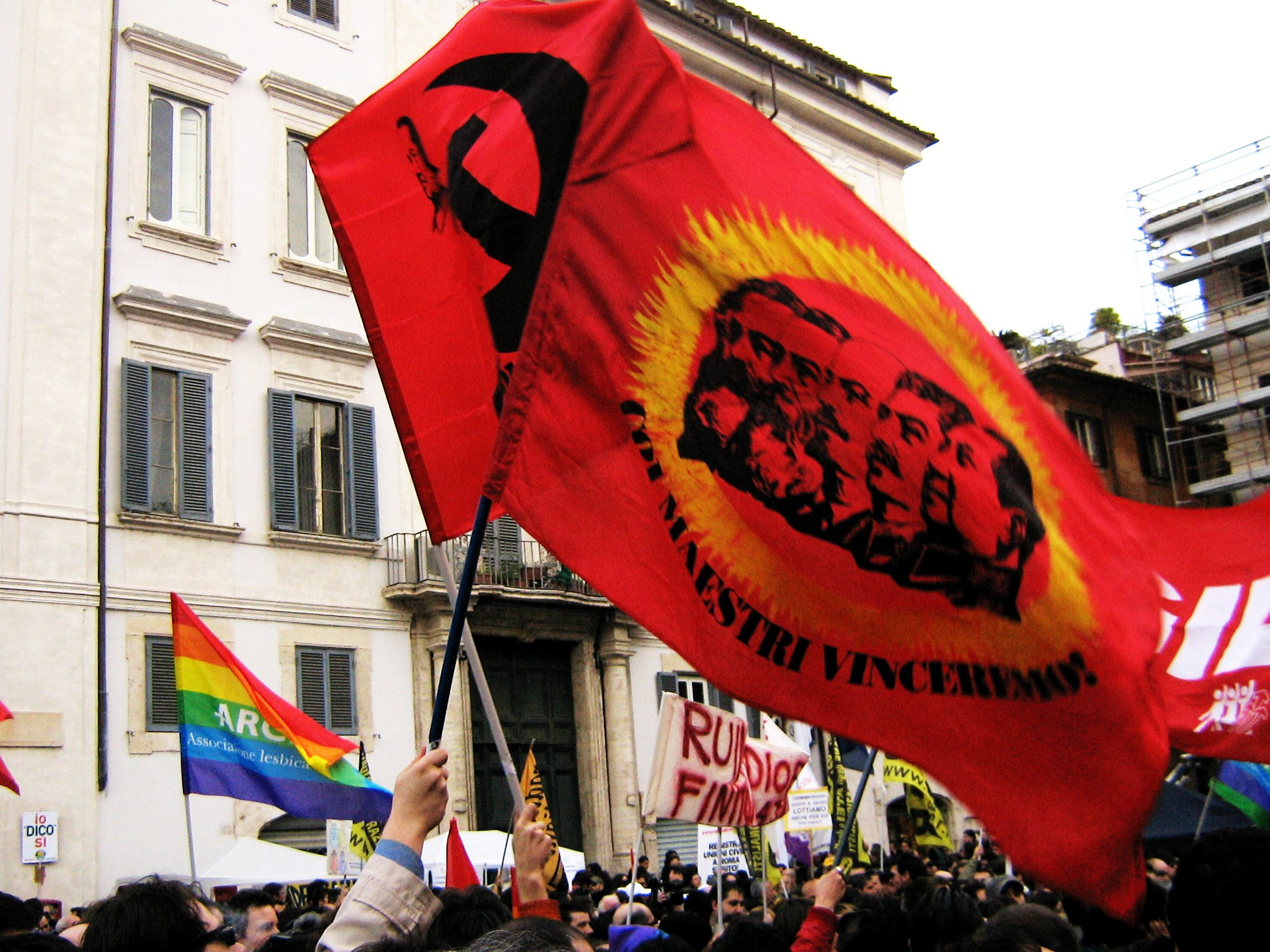
ماركسيون لينينيون (فكر ماوتسي تونغ) يرفعون صور ماركس وانجلس ولينين